# Asa (rapper)
Asa (precedentemente noto come Avain e Asa Masa), pseudonimo di Matti Salo (Helsinki, 1980), è un rapper finlandese.

## Biografia
L'album in studio d'esordio, intitolato Punainen tiili (2001), ha esordito nella top five della Suomen virallinen lista. Ha poi conseguito tre dischi in top ten nel corso degli anni 2000, tra cui Loppuasukas (2008), finito al 4º posto della classifica.
Jou jou, presentato nella prima metà del 2011, ha segnato il suo miglior posizionamento nella classifica LP finlandese (2ª posizione). Rapsodia (2013) e Love (2015) si sono fermati rispettivamente in 16ª e 2ª posizione nella graduatoria.

## Discografia

### Da solista
- 2001 – Punainen tiili
- 2005 – Leijonaa mä metsästän
- 2006 – Terveisiä kaaoksesta
- 2008 – Loppuasukas
- 2011 – Jou jou
- 2012 – Foetida – Use Your Illusion III
- 2013 – Rapsodia
- 2015 – Love

### Jätkäjätkät
- 2010 – Ykstoist ykstoist
- 2011 – Jatkojatkot
- 2013 – Marian sairaala